# Зимний город (Аркашон)

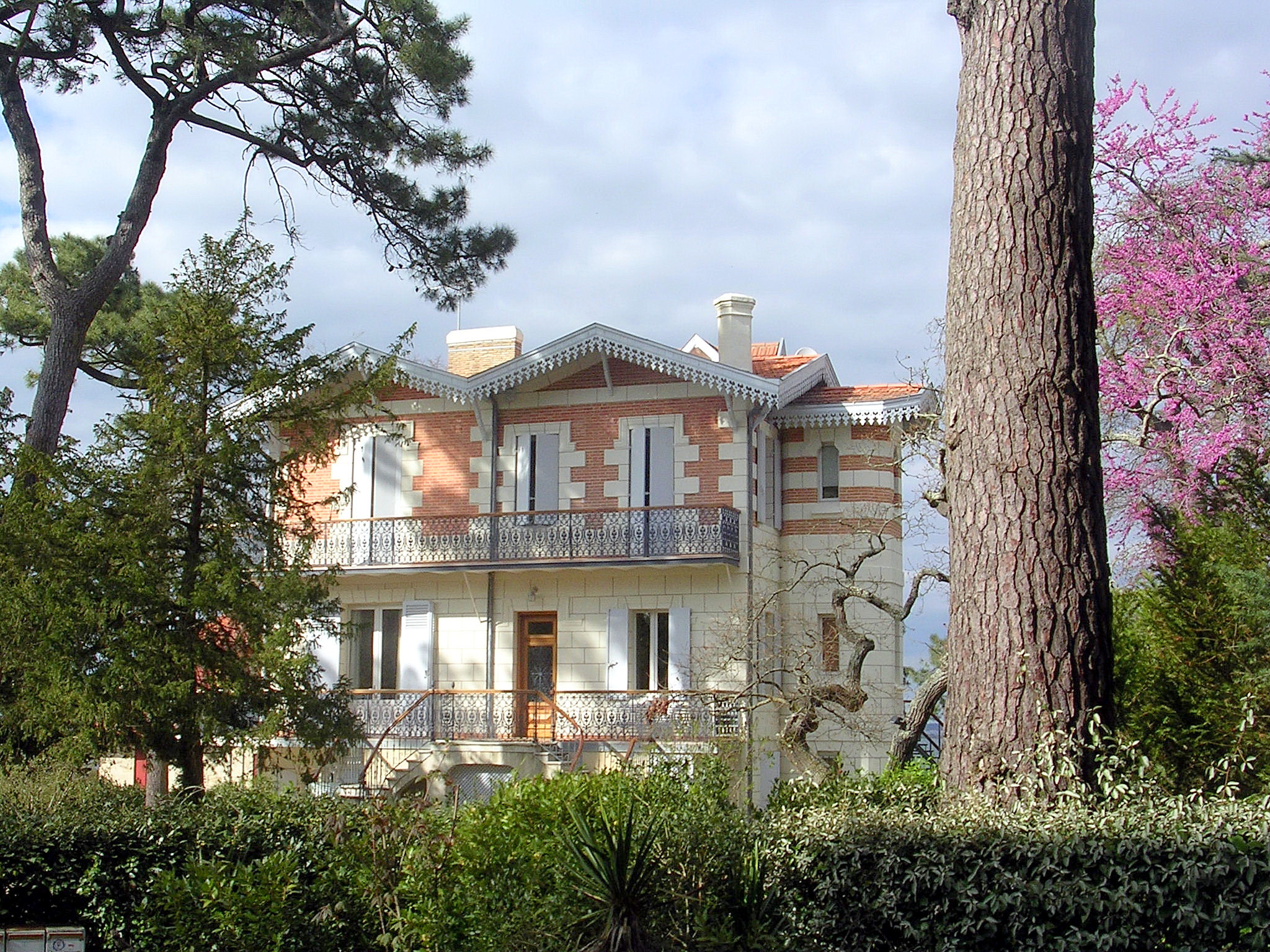
Вилла в Зимнем городе с видом на Аркашонский залив

Зимний город (фр. Ville d'Hiver) или Виль-д’Ивер — жилой район во французском городе Аркашоне, застроенный преимущественно виллами, отличающимися красочной архитектурой и злоупотреблением архитектурными элементами различных стилей. Виллы Зимнего города являются напоминанием о крупном проекте застройки курортного города, предпринятого в начале 1860-х годов группой предпринимателей под руководством французских банкиров, братьев Эмиля и Исаака Перейр.

## Описание
Зимний город в Аркашоне (фр. Ville d'Hiver) являлся средоточием летней курортной жизни знатных и состоятельных французов, что отражено в архитектуре построенных здесь вилл — мотивы классицизма, неоготики, швейцарского шале, колониального жилища, называвшегося в ту эпоху «мавританской архитектурой».
В облике вилл Зимнего города, как правило, собраны разные архитектурные элементы, к примеру, свисающие крыши, характерные для шале, кирпичный фасад, эркеры, бельведеры, башенки, фасадные выступы, веранды, балконы с асимметрией, которая вошла в моду во Франции в XVIII веке и достигла своего расцвета в XIX веке.
Смешанный стиль аркашонской виллы, как правило, утопающей в зелени, заимствует свои элементы в разных эпохах и в разных регионах мира. Массовое использование дерева для ограждений, для резных украшений по краю крыши и для балконов стало возможно благодаря механизации деревообработки в регионе; некоторые образцы вырезаны столько искусно, что походят на бумажные конструкции.
Эпоха строительства вилл отражена в их названиях (Джоконда, Фигаро, Фантазия, Мельница, Нитуш или Мадлен).

### Возникновение

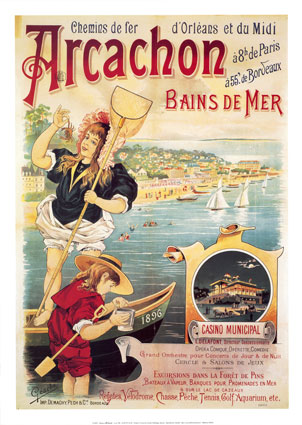
Реклама «Южной железной дороги» периода Прекрасной эпохи

Зимний город, а именно комплекс экстравагантных вилл, был возведён в ходе разовой строительной кампании, предпринятой в 1860-х годах, по заранее разработанному градостроительному плану. Этот строительный проект обязан своим успехом специальному объединению финансистов, а также палочке Коха.
Когда строили этот, по сути, плановый город, Аркашон уже был фешенебельным курортом с установленными лечебными курсами. Французская Буржуазия Третьей республики была повально увлечена укрепляющими морскими купаниями, и курортные процедуры Аркашона очень ценились. Богатые бордоские предприниматели владели пляжем и железнодорожными составами, а после выкупа ветки Бордо—Ла-Тест «Компанией южной железной дороги», оплатили продление линии вплоть до Аркашона чтобы доставлять сюда отдыхающих в течение летнего сезона.
Таким образом, владельцы этой железнодорожной компании, братья Эмиль и Исаак Перейр, вскоре после завершения великолепного строительного проекта в Париже в районе парка Монсо, очень заинтересовались французским регионом, где их семья жила уже более века и владела тысячами гектаров сосновых посадок.
Эмиль, бывший «генератором идей», задумался как сделать так, чтобы его маленький поезд приносил доход круглогодично, а не только в летние месяцы, пусть даже ценой вложений больших средств. Он придумал следующий рекламный ход. В ту эпоху туберкулёз, который ещё называли чахоткой, уносил множество жизней, поскольку открытый Александром Флемингом пенициллин начали применять в терапии только в 1940-х годах. А в те годы лечение заключалось в том, что больных пытались помещать в такие окружающие условия, где организм мог усиленно сопротивляться болезни. Единственной рекомендацией врачей было добротное питание и хороший воздух. Именно поэтому имели успех санатории в горах и на Лазурном Берегу Франции. Однако на атлантическом побережье курортов не было, поскольку оно считалось слишком ветреным.
Тем не менее, врачи Аркашона уже давно приметили, что моряки и смолокуры никогда не болели туберкулёзом, несмотря на тяжелейшие условия жизни и гигиены. Доктор Перейра, двоюродный брат финансистов, заметил, что морские ветры, проходя через сосновый лес, теряют свой напор, а такой смягчённый морской климат может оказывать положительное влияние на больных туберкулёзом.
Летний город Аркашона к этому времени уже принимал пациентов, которые проходили здесь курсы морских купаний и закапываний в песок, что считалось лечебным. Эмиль вскоре собрался купить землю на аркашонских холмах, где и был устроен Ville d’Hiver (в переводе — Зимний город). По замыслу этот район должен был стать огромным санаторием под открытым небом, где больные могли находиться вместе с семьёй и прислугой в специальных домах, приобретённых в собственность или взятых в аренду с меблировкой. Поначалу, чтобы привлекать больных, Зимний город задумывался как «маленькая Швейцария»: дюны считались горами, сосны — елями, а дома напоминали шале. Новые виллы строились весьма высокими темпами. Хотя снаружи они отличались друг от друга, внутри они все имели примерно одинаковую планировку, поскольку для их сооружения использовали сборные конструкции. К примеру, вилла Marie-Adèle имела убирающийся дымоход, чтобы было удобнее обогревать пациентов, а вилла Marcelle-Marie имела такой же для устройства сквозняков, чтобы нагнетать целительное для пациентов благоухание сосен.
Работами на месте руководил племянник Эмиля, выпускник парижской Политехнической школы Поль Рейно (1827—1879). Застройка квартала шла своим ходом; был разбит пейзажный парк. По задумке архитектора аллеи и улицы в квартале были извилистыми, чтобы избежать сквозняков. Наконец, в торжествах открытия и в продвижении популярности курорта участвовал император французов Наполеон III, его супруга императрица Евгения, а также имперский принц.
Сюда стали съезжаться курортники со всего мира. Вскоре слава Зимнего города стала настолько большой, что в нём стали жить также и совершенно здоровые люди. Рядом с виллами появились гостиницы, а состоятельные гости проводили время в Мавританском казино. Город посетили множество коронованных особ со всей Европы, вплоть до императрицы Австрии Сиси, которая останавливалась в «Гранд Отеле» вскоре после смерти её сына Рудольфа в 1889 году.
Перейр продал свою долю в проекте, который и далее приносил доход, вплоть до Великой депрессии 1930-х годов. Во время экономического кризиса типичная для Зимнего города публика разорилась и покинула курорт, что стало предвестником заката золотой эры города. Зимний город приходил в упадок вплоть до 1970-х годов, с трудом избежав разрухи. Новую жизнь в Зимний город удалось вдохнуть усилиями группы энтузиастов.

### Архитектура
Курортная архитектура XIX столетия — в искусстве этот век длился до 1914 года — находилась под влиянием «живописного направления»; таким образом «радуя взор и разум, она была достойным сюжетом для картины». Несмотря на устойчивое употребление этого термина, она не считается исключительно курортной, поскольку присутствует также среди дачной застройки на городских окраинах Франции того времени.
Это становится очевидным, глядя на общий ансамбль, образуемый виллой, расположенной посреди сада, как в сценических декорациях, тщательно продуманных для удивления и очарования посетителя. Появление такого комплекса стало возможным благодаря нескольким факторам:
- Развитие железнодорожного транспорта и промышленности привело к появлению крупной буржуазии, которая постепенно оттеснила дворянство от реальной власти. Этот буржуазный класс имел свою культуру, которой было свойственно разнообразие вкусов и готовность использовать современные материалы, но при сохранении определённого консерватизма в части архитектурных форм, что было следствием стремления сблизиться с дворянством. Важную роль играло дружеское соперничество между соседями, при котором каждая вилла отражала социальный статус и образованность своего владельца. Такое соревнование стало причиной более тесного сотрудничества между архитекторами и их заказчиками, и придало дополнительный стимул новым архитектурным изысканиям, чему также способствовало появление множества специализированных обзорных публикаций. Избыточно декорировалась кровля разнообразными ёлочными узорами, резными элементами, зубчатыми краями, керамикой, злоупотребляя разнообразием материалов и контрастом оттенков.
- Выросший интерес к истории Франции, сопровождавшийся массовыми археологическими раскопками, заставил по-новому посмотреть на историю искусства и период Средневековья. Реабилитация готического направления, прежде считавшегося варварским, отразилась появлением башенок, видимых несущих конструкций, деревянных каркасных стен, витражей и разнообразных средневековых очертаний.
- Рост тенденции урбанизации общества и развитие романтизма вызвало моду на природную естественность, что повлекло за собой применение местных традиционных материалов, расположение виллы посреди сада, возведение на придомовой территории фонарей, бельведеров, веранд и галерей. Это же течение привело к распространению вьющихся растений на фасадах и устройству пейзажных парков, в которых имелись беседки, пещеры, отдельные водоёмы, через которые перекидывали небольшие мостики.
- Исполнение экстерьера вилл было также продиктовано соображениями санитарии и «хорошего самочувствия», открывая доступ солнечному свету и свежему воздуху. Проблема обеспечения гигиеничности вышла на первый план во второй половине XIX века, особенно в Аркашоне, где медики и городские власти предпринимали масштабные меры, направленные на предупреждение заражения туберкулёзом.
- Развитие механизации и промышленного производства способствовало снижению стоимости строительства, благодаря чему покупка вилл стала возможна для новых социальных слоёв общества. Значительный технический прогресс в обработке металлических и стекольных конструкций позволил использовать новые изделия, к примеру навесы-маркизы, металлические архитектурные орнаменты, представленные в Аркашоне, а также металлические перекрытия и эркеры в виллах. Железобетон применялся, главным образом, в качестве элементов ограждения, имитирующего ветви деревьев. Появились элементы современного комфорта, а именно, центральное отопление, ванные с горячей водой, газовое освещение и прочее.

Эти сооружения, кажущиеся традиционными снаружи, по сути, были современными и новаторскими объектами.
В 1985 году Зимний город был классифицирован как национальный исторический памятник ( Классифицирован (1985)).

## Общественные сооружения

### Пешеходный мост Сен-Поль и обсерватория Сен-Сесиль
Эти два объекта представляют собой стальные конструкции, которые в тот период времени вошли в моду благодаря достижениям металлургии. По экономическим соображениям прочные, лёгкие и простые в обработке стальные конструкции, стали предпочитать камню в качестве строительного материала. Пешеходный мост Сен-Поль был сооружён в 1862 году архитектором Полем Рейно и его сотрудником Гюставом Эйфелем над ущельем глубиной 15 метров, соединив дюну Сен-Поль и дюну Сен-Сесиль. Год спустя, дополнительно к мосту построили обсерваторию высотой 32 метра, с которой можно было наблюдать за Аркашонским заливом и лесами Ландов. Изначально обсерватория служила опорой для системы корабельного рангоута, включавшей марс с реями, имитируя парусное судно. Эта конструкция была реставрирована в 1990 году.

### Мавританское казино
Мавританское казино, построенное в 1863 году, также является работой архитектора Поля Рейно. Оно возведено на вершине одного из песчаных холмов Зимнего города, предлагая прекрасный вид на Летний город Аркашона и Аркашонский залив. В архитектурном облике здания чувствовалось влияние арабской архитектуры; как утверждали впоследствии, здание напоминало гранадскую Альгамбру и кордовскую мескиту. Казино погибло в пожаре в 1977 году.
На месте утраченного здания ландшафтные архитекторы Фрюзик и Клаверье устроили парк площадью 8 га, преобразованный в дендрарий в 1992 году, посреди которого, на месте где ранее было здание казино, установили пинас. В парке установлен мемориальный памятник работы Клода Буско в память о членах движения Сопротивления из Аркашона.

### Англиканская церковь
Присутствие англичан со временем стало столь массовым, что здесь построили англиканскую церковь (сейчас — протестантский храм). Церковь была открыта в 1878 году в присутствии епископа Лондона.

### Пальмовая площадь
Ниже англиканской церкви в 1892 году на месте бывших оранжерей устроили сквер. В сквере высадили множество пальм и поэтому соседняя площадь получила название «Пальмовая площадь» (фр. place des palmiers). Сейчас она носит название площадь Александра Флеминга. Площадь отмечена музыкальным киоском, излюбленным местом сбора жителей.

## Виллы
Следующие 6 вилл Зимнего города представлены в хронологическом порядке их сооружения.

### Вилла Толедо

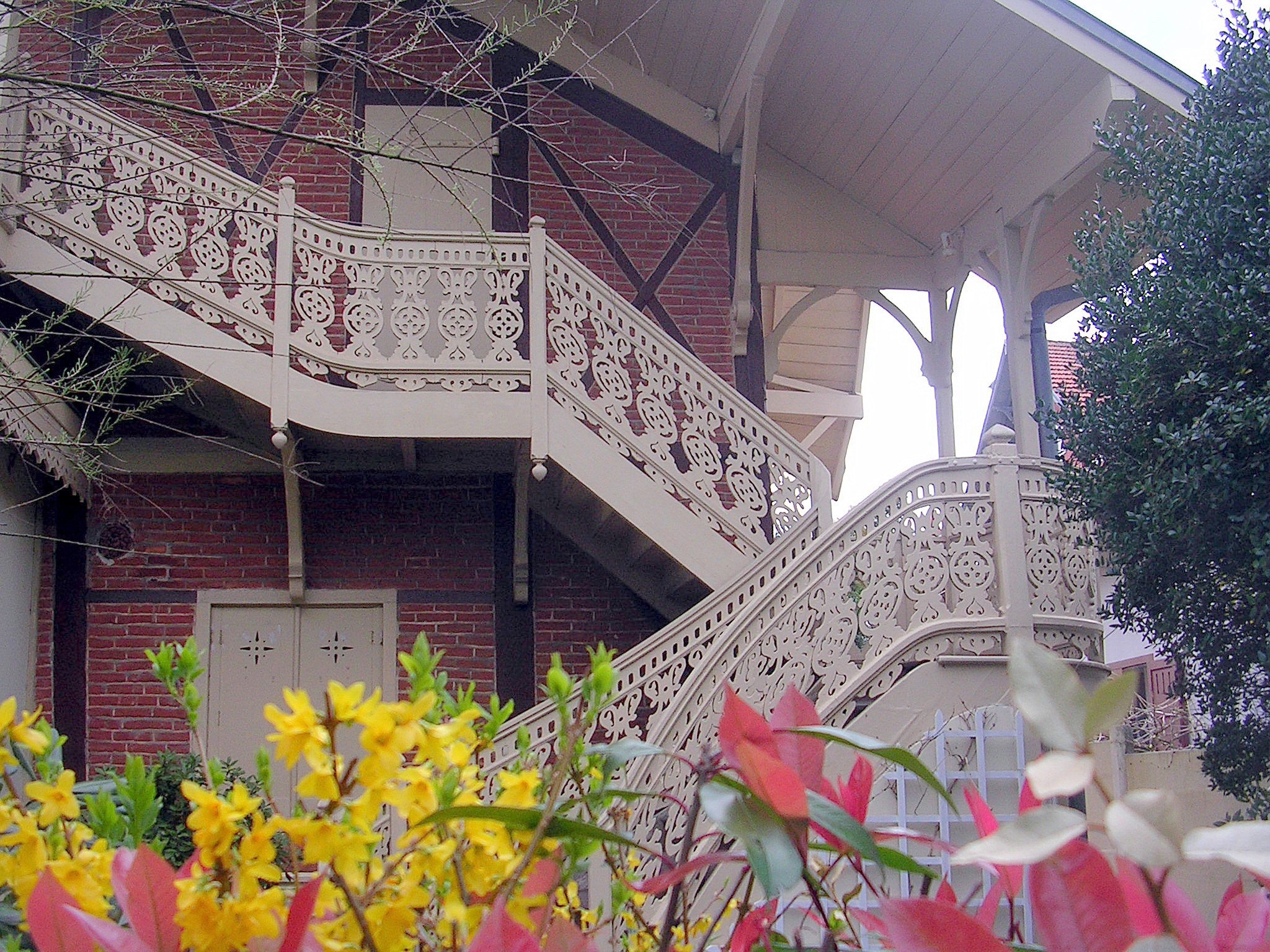
Вилла Villa Toledo, фрагмент наружной лестницы

В 1862 году для «Компании южной железной дороги» была построена Гимназия Бертини (фр. Gymnase Bertini) рядом с информационным бюро (Villa Antonina) и рынком (сейчас Villa Monge). Поначалу это было рустованное здание, где жители брали уроки верховой езды и физкультуры.
Здание, строившееся под контролем архитектора Поля Рейно, не имело ограды и выходило в общественное место. В тот период здание имело соломенную крышу, бревенчатый сруб с балконом и лестницей. Как и большая часть первых вилл в Зимнем городе, гимназия Бертини является одновременно подражанием швейцарскому шале и имитацией домов XV века с каркасными стенами из дерева.
В 1878 году здание превратили в виллу Ромео. Ею владел архитектор департамента Жиронда Гюстав Ало (1816—1882), который создал для «Компании южной железной дороги» проект нескольких шале в Зимнем городе, а также проект церкви Нотр-Дам в Аркашоне. Вероятно, именно он перестроил прежнюю гимназию в виллу.
Здание оставалось рустированным с деревянными перекрытиями и кирпичными стенами. Самые существенные изменения коснулись лестницы, балконов и ограды резного дерева. Предположительно, название Толедо вилла получила от банкира Ноэля, карьера которого началась в Испании.
Выходящая своим фасадом на мавританский парк, эта вилла в испанском стиле сохранила свой дух экзотики вместе с навесом резного дерева и изящным орнаментом вдоль несущих конструкций.
Её низкая ограда, выполненная из филёнчатой доски и деревянных столбов, полностью соответствует нормам XIX века, направленным на сохранение нераздельности природного пейзажа и единства с соседними участками.

### Вилла Бремонтье

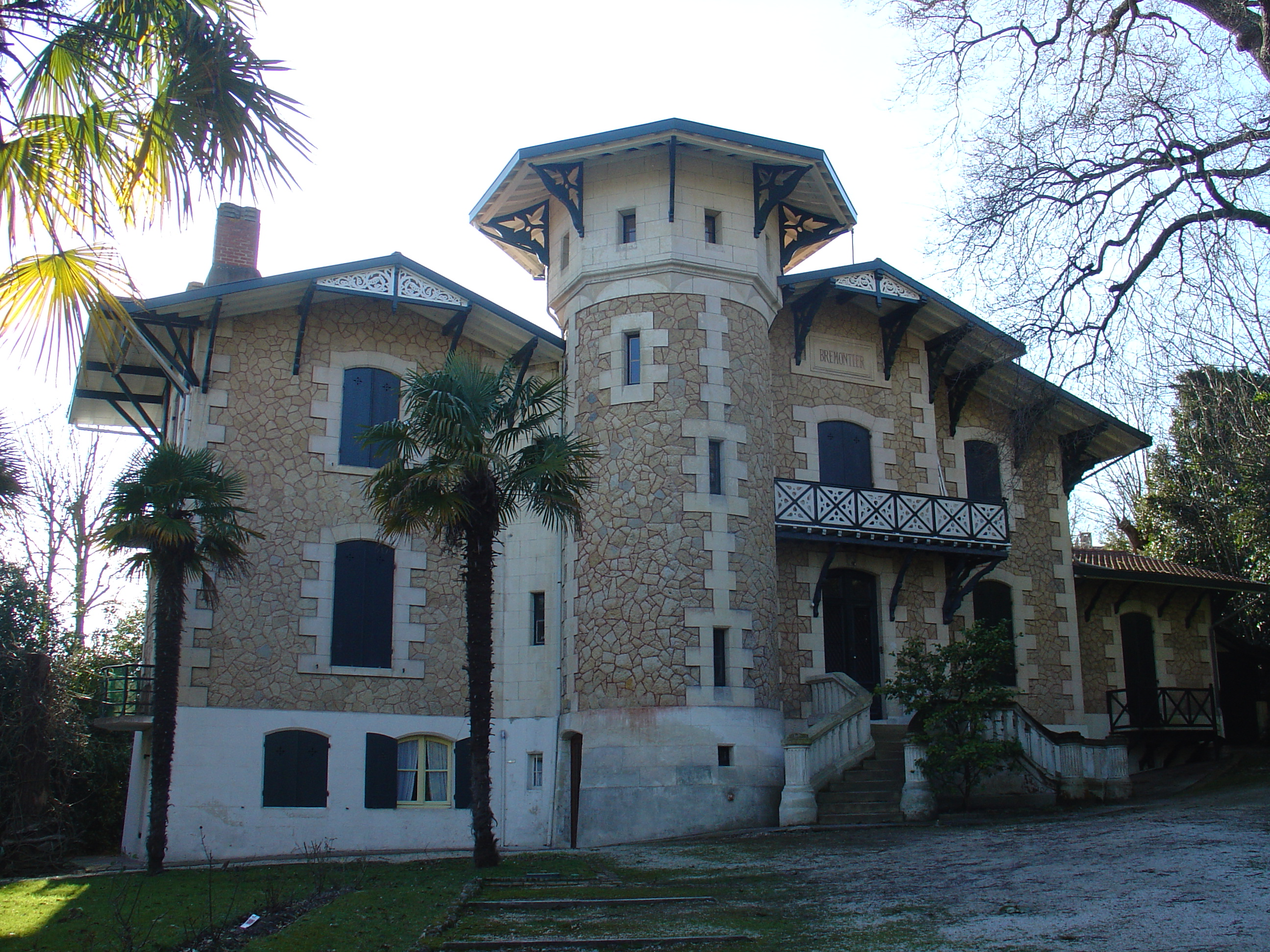
Вилла Бремонтье

Вилла Бремонтье (фр. Villa Brémontier) расположена по адресу allée Brémontier, 1; на перекрёстке с улицей avenue Faust.
Она является одной из первых вилл «Компании южной железной дороги». Построенная в 1863 году по проекту архитектора Поля Рейно, по уровню своего благоустройства на тот период времени, а также благодаря большому саду, своим пристройкам, конюшням и гаражам, она была самым престижным «шале, сдаваемым в аренду», в стенах которого побывали высокопоставленные лица.
Как и все первые строения Зимнего города, вилла имитирует «стиль швейцарского шале», бывшего в моде в тот период, и имеет форму прямоугольника в проекции с функциональным и компактным архитектурным исполнением.
При сооружении виллы использован карьерный камень красного оттенка, сложенный с видимыми стыками.
В Практическом путеводителе Дюбарро, изданном в августе 1864 года, сказано, что вилла обладает общей гостиной, столовой, кухней, девятью гостевыми спальнями и комнатой прислуги.
Виллу перестроили и расширили в 1866 году. Изначально она имела три жилых этажа и внушительную башню, в которой находилась лестница; здание отапливалось печными каминами. К 1898 году вилла получила ванную возле кухни, шесть туалетных комнат, «гладильную комнату» и бильярдный зал.
Огромные крытые балконы позволяли пациентам дышать воздухом, насыщенным ароматом сосен. В парке были высажены пальмы, черешчатые дубы, робинии, кедры, приморские сосны, ели и каштаны.

### Вилла Трокадеро

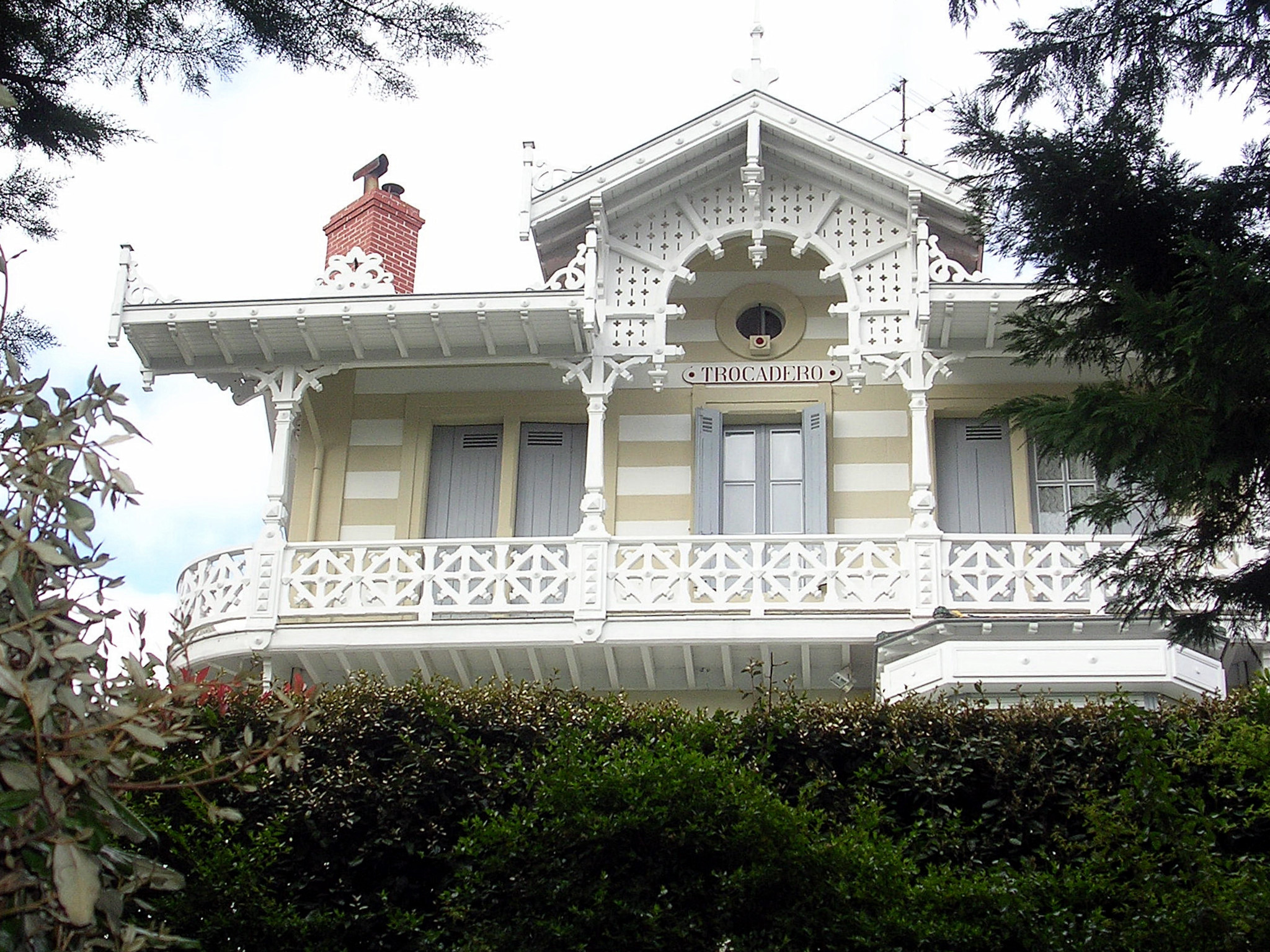
Вилла Трокадеро, прежнее шале Ландов

Вилла Трокадеро (фр. Villa Trocadéro) (прежнее название Graciosa) была построена в 1863—1864 годах по образцу швейцарского шале. Это было одним из первых шале, сдаваемых внаём «Компанией южной железной дороги». Построенная по проекту Поля Рейно, вилла имела прямоугольник в проекции и поначалу содержала гостиную, столовую, кухню, четыре гостевые спальни и две комнаты для прислуги.
Около 1900 года вилла Villa Graciosa была полностью перестроена; она получила полувальмовую кровлю с выступающим слуховым окном, к ней пристроили веранду и внешний балкон с балюстрадой, имеющей закруглённые углы, в оформлении использовали архитектурные элементы, напоминающие индийские колониальные дома.
Вилла получила множество декоративных элементов резного дерева, над которыми в конце XIX века работали восемь предприятий Жиронды.
Вилла Трокадеро расположена на площади Бремонтье, зелёной зоне, устроенной в центре Зимнего города, которая была местом сбора для охоты на лис, которые устраивало аркашонское общество охотников в конце XIX века.
Муниципальный порядок, принятый в 1879 году и действующий до настоящего времени, запрещал трубить в рог ранее 6 часов утра и после 8 часов вечера.
Бюст Николя Бремонтье, установленный здесь в 1878 году, напоминает об авторе Воспоминаний в дюнах (1797 год), который настоятельно рекомендовал зафиксировать гасконские дюны, чтобы препятствовать вторжению песка.
Таким образом, его работы легли в основу проекта по высадке сосен в Гасконских Ландах, что полностью изменило природную среду района Аркашона.

### Вилла Грэйгкростан

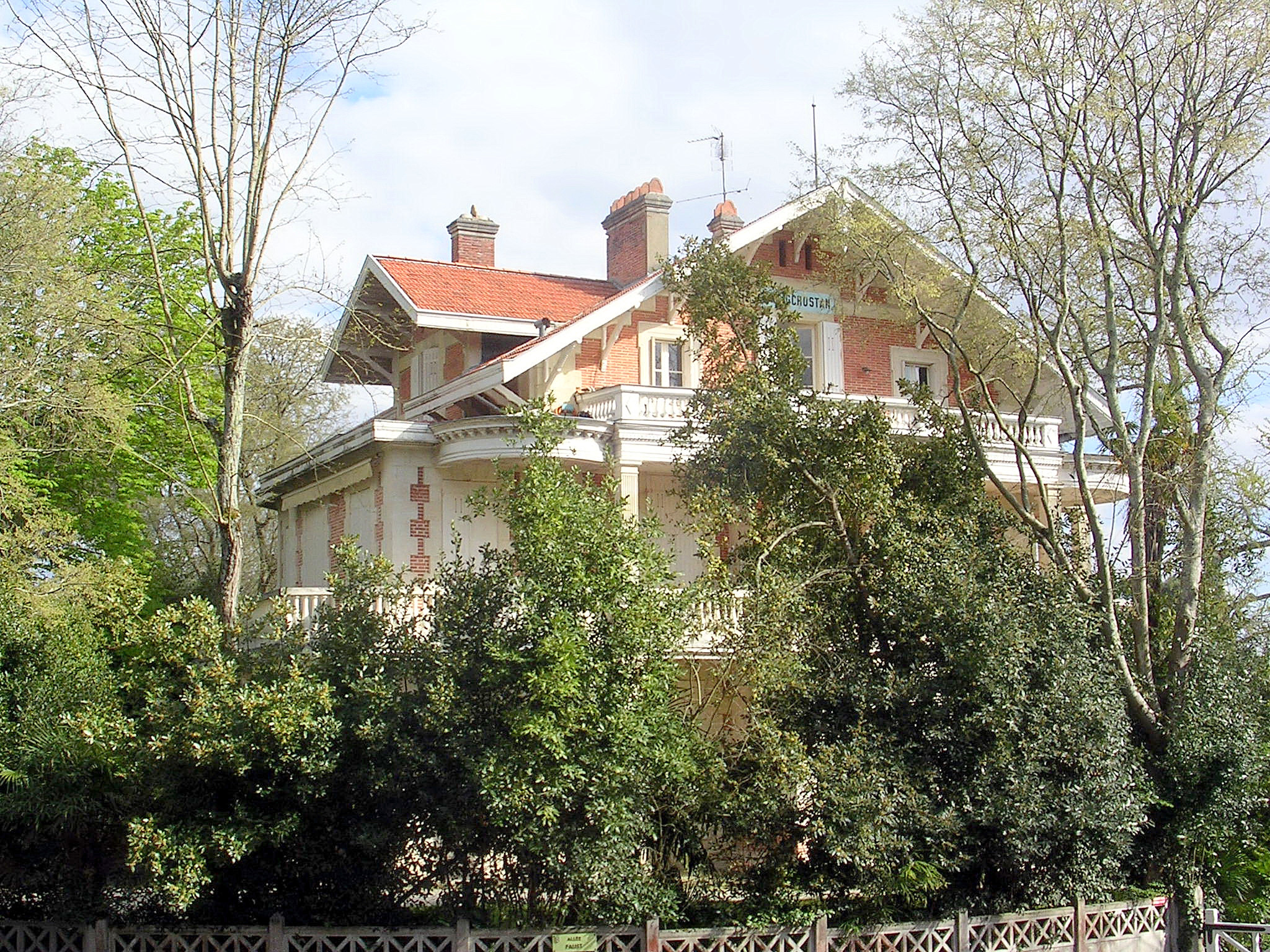
Вилла Грэйгкростан

В 1880 году лэрд Мак Грегор, шотландский аристократ, посещавший курорт для поправки своего здоровья и уже владевший виллами Glenstrae и Hermosa, решил купить здесь холм, на котором намеревался построить виллу.
Этот эксцентричный персонаж во время пребывания в Аркашоне совершал ежедневные прогулки в конной повозке. Укрытый в начале прогулки несколькими пледами, он сбрасывал их поочерёдно в установленных точках маршрута, где его ожидали слуги, обязанные вернуть покрывала обратно на виллу.
Вилла Грэйгкростан (фр. Villa Graigcrostan) была построена в смешанном стиле по проекту лондонского архитектора в конце XIX века. От «нео-палладианства» ей достались красивые колонны на двух этажах и балконы с балюстрадой.
Её галереи придают вилле дух колониальной архитектуры, бельведер с крашеной деревянной обшивкой выполнен в итальянском мотиве, а её крыша, обрамлённая резным навесом, позаимствована у швейцарских шале и приспособлена к атлантическому климату.
В 1882 году, согласно пожеланиям её владельца, виллу перекрасили в оранжевый и фисташковый цвета. Внутренний декор виллы был приобретён в Лондоне и частично сохранён — камин, символизирующий 12 месяцев года, обшивки стен и цветные витражи с фамильной символикой Мак Грегоров в прихожей. Входные ворота также были приобретены в Англии.
После смерти Мак Грегора в 1892 году вилла сменила множество владельцев. В годы Второй мировой войны и вплоть до сооружения Климатического лицея в 1947 году, в стенах виллы получили приют местные лицеисты и беженцы. Впоследствии виллу преобразовали в аэрариум и детский сад.
Недавно виллу отреставрировали, покрасили в белый цвет, а внутренние помещения распланировали под частные апартаменты.

### Вилла Александр Дюма

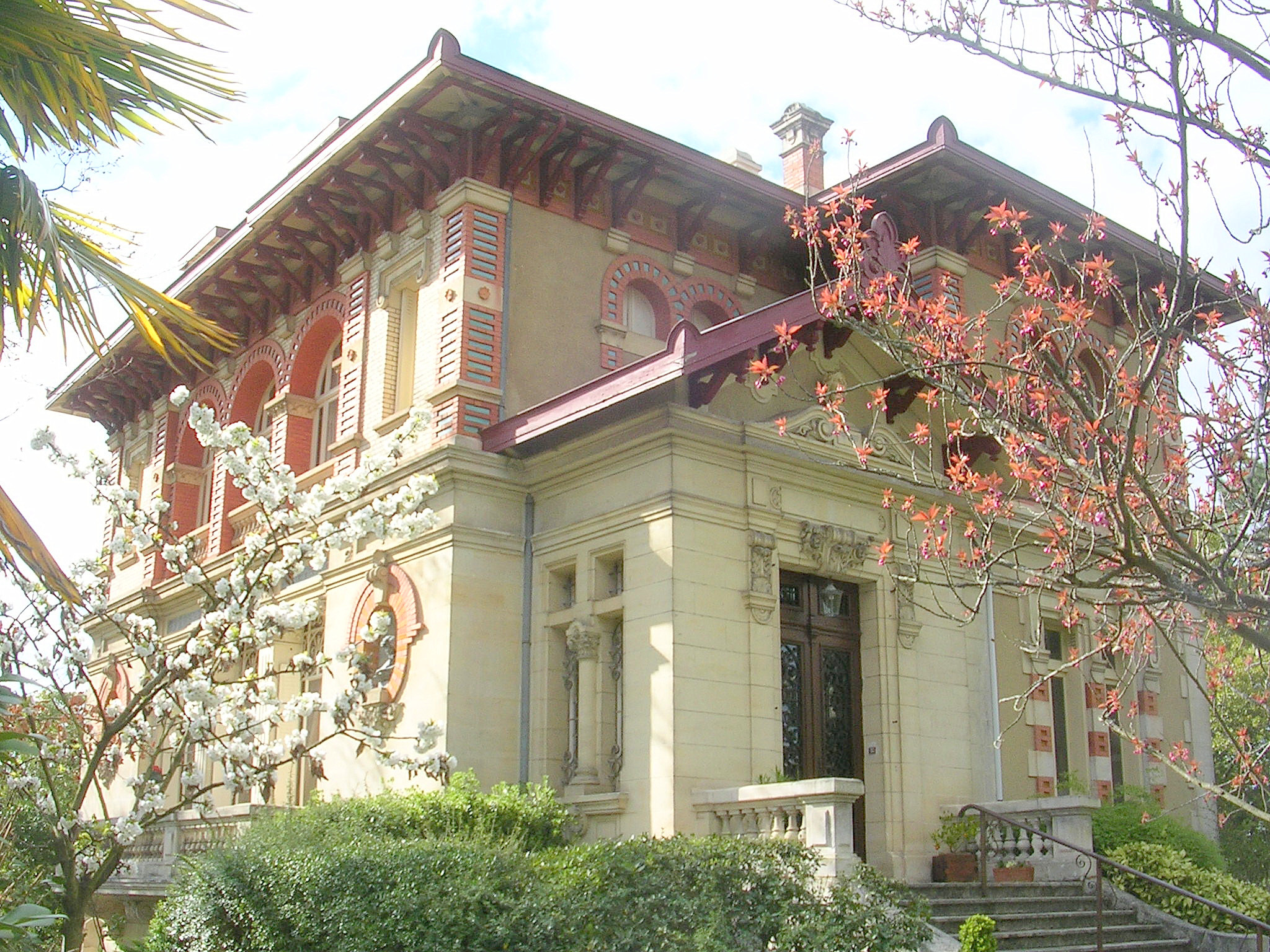
Вилла Александр Дюма ранней весной

Эта вилла, считающаяся одной из самых красивых в Зимнем городе, была построена в 1895 году по проекту архитектора Жюля де Мирамона.
Первым владельцем виллы был знаменитый французский финансист и меценат Даниель Иффла, давший ей имя Osiris. После его смерти в 1907 году вилла получила имя Вилла Александр Дюма.
Очень своеобразная, она сочетает элементы испанского стиля и бельведер, присущий рустированным итальянским виллам. Важное место в отделке здания отведено полихромии, использованной как в каменной кладке, так и в украшениях из резного дерева.
В окраске виллы использовали модные оттенки, выделяющие карнизы аркатуры травей и пролётов, при использовании чередования красного и блестящего синего кирпича, а также жёлтого и зеленого.
В нишах фасада размещены скульптурные бюсты, демонстрирующие художественный вкус Иффла, чьё парижское надгробие является бронзовой копией известной статуи «Моисей» работы Микеланджело.
Сад с разнообразными растениями подчёркивает красоту виллы; декорированная решётка ограждения отделяет территорию виллы от общественной территории, при этом открывая её садовый ландшафт.

### Вилла Ирис
Эта вилла была построена в 1925 году архитектором Луи Гомом (фр. Louis Gaume). Она выполнена в стиле ар-деко, который относительно редко встречается в Аркашоне. Мотивы её архитектуры перекликаются с работами Андреа Палладио, а именно с виллой Ротонда, построенной в Виченце между 1566 и 1571 годами. Правильность линий и геометричность объёмов подчеркивают дух классицизма этого здания.